# Tvilling (mineral)

Tvådimensionell schematisk bild av två kristaller av samma ämne, den ena markerad med röd färg och den andra med grön, som bildar en tvilling. De båda kristallerna delar ett kristallplan (markerat med svaria gitterpunkter), men gittrerna sammanfaller i övrigt ej.

Med en tvilling, tvillingbildning eller tvillingkristall avses inom mineralogin och kristallografin ett aggregat av två eller flera kristaller arrangerade på ett sådant sätt att de ingående kristallernas gitter sammanfaller i gemensamma (ett eller flera) plan, men ej i övrigt delas.
Tvillingbildningar kan i princip uppkomma på tre sätt:
1. Genom att de uppkommer under kristalltillväxten. Två tillväxande kristaller med olika tillväxtriktning kan växa samman och ge upphov till en tvilling.
2. Ett ämne som har olika kristallstrukturer under olika tryck-/temperaturförhållanden kan omvandlas till en tvilling om dessa förhållanden ändras (fasomvandling).
3. En kristall kan deformeras genom yttre tryck/stress och ge upphov till en tvilling.
En tvillingbildning har en symmetri som är "fristående" från och "överordnad" de ingående kristallernas symmetri och denna symmetri kan utgöras av speglingar i plan, rotation kring en axel eller ha ett symmetricentrum.
Beroende på hur de "individuella" kristallerna är sammanvuxna skiljer man mellan kontakttvillingar (skilda av ett "sammanväxningsplan") och penetrationstvillingar (individerna skijs av oregelbundna gränser). Om bara kvå "kristallindivider" kan urskiljas talar man om enkla tvillingar och i det fall antalet "individer" är tre eller flera om multipla tvillingar. Om sammanväxningsplanen hos en multipel tvilling är parallella får man en polysyntetisk tvilling (karakteristiskt för plagioklas) - är de inte parallella får man en cyklisk tvilling.
Tvillingbildningar förekommer inte bara på makroskopisk nivå, utan även på mikroskopisk, vilket utgör ett problem inom röntgenkristallografi.

## Galleri

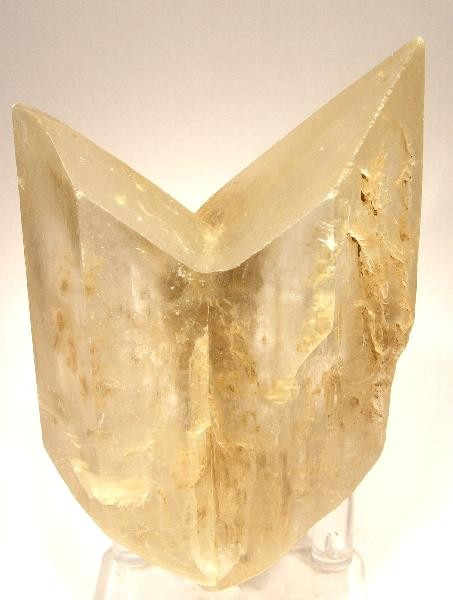
Enkel kontakttvilling av gips.
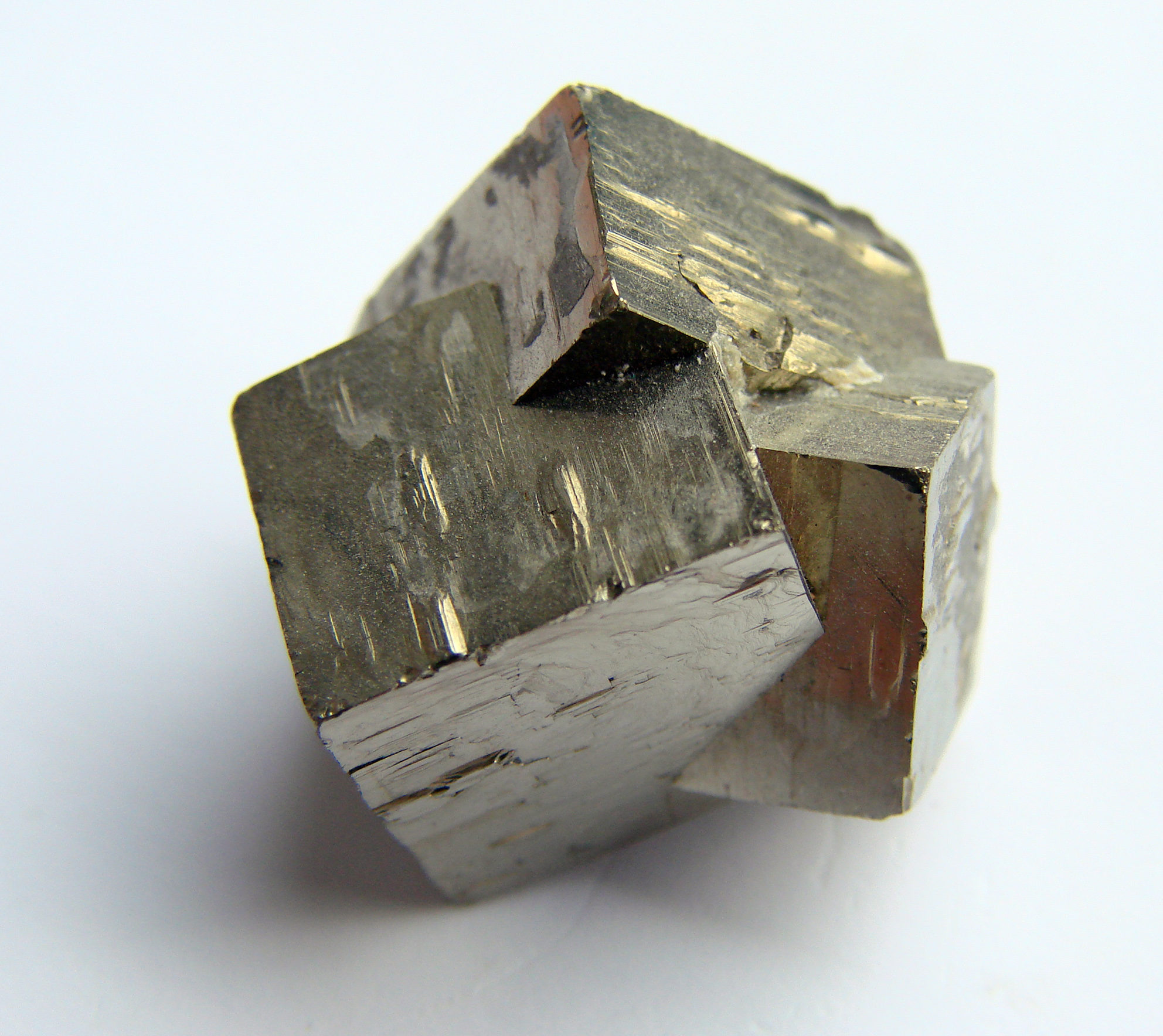
Multipel penetrationstvilling av pyrit.
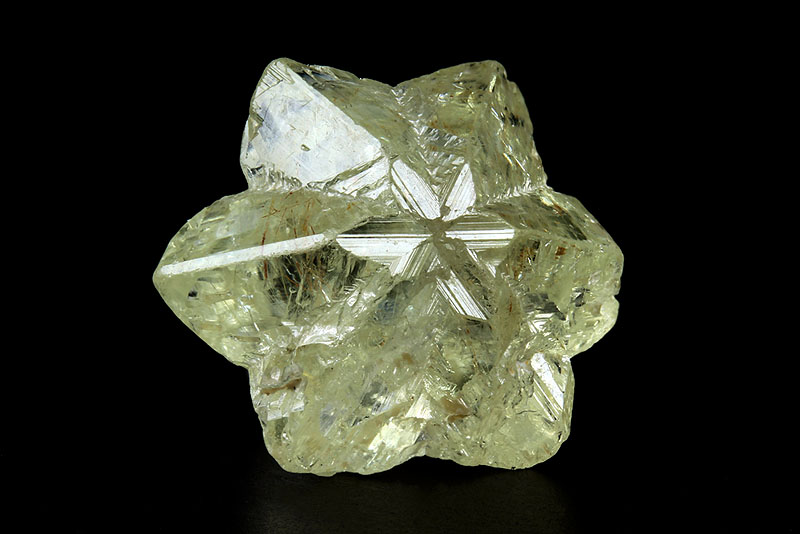
Cyklisk tvilling av krysoberyll.
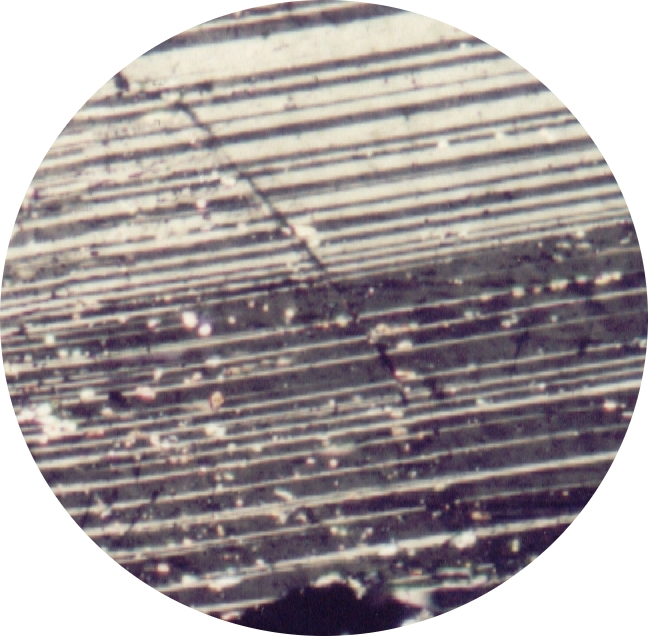
Detta mikroskoppreparat av plagioklas visar den typiska bandning som uppstår på grund av polysyntetisk tvillingbildning.